# 梅登
54°58′N 35°32′E / 54.967°N 35.533°E
梅登（俄语：Меды́нь）是俄罗斯卡卢加州北部的一个城市，距离州府卡卢加西北55公里，2002年人口7,940人。
1386年首見於文獻，1776年建市。